# Temporada da NBA de 1983–84
A Temporada da NBA de 1983-84 foi a 38º temporada da National Basketball Association. O campeão foi o Boston Celtics.